# Rolando Andaya, Jr.

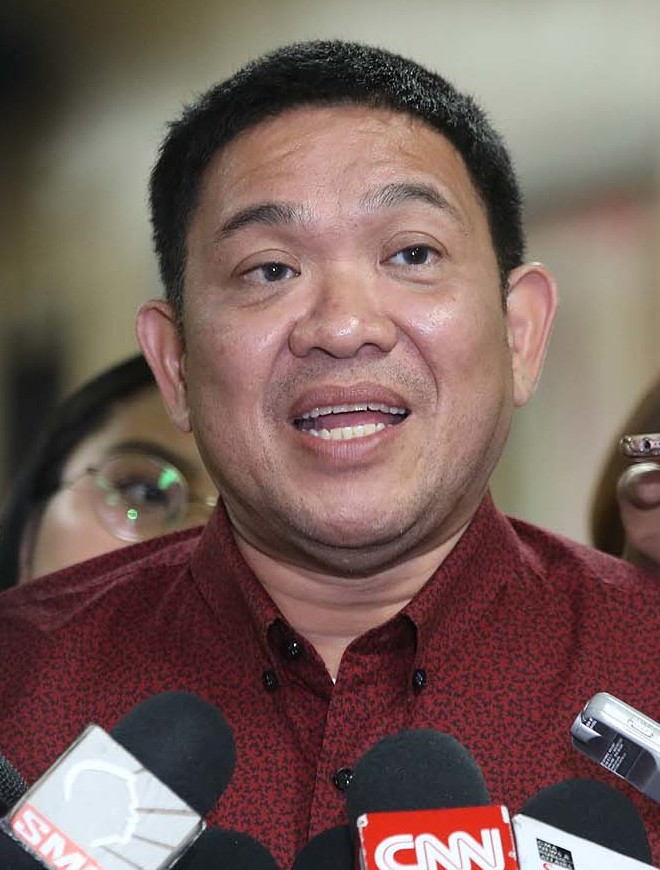
Rolando Andaya, Jr.

Rolando Gutierrez Andaya, Jr. (* 10. März 1969 in Manila; † 30. Juni 2022 in Naga City) war ein philippinischer Politiker.

## Biografie
Bereits Andayas Großvater Tomas Andaya war politisch aktiv und in den 1960er Jahren Bürgermeister (Mayor) der Stadtgemeinde (Municipality) Ragay in der Provinz Camarines Sur. Andayas Vater Rolando Andaya war von 1984 bis 1986 Mitglied des Kongresses (Batasang Pambansa) während der letzten zwei Amtsjahre von Präsident Ferdinand Marcos und dann von 1987 bis 1998 Abgeordneter des Repräsentantenhauses.
Nach dem Besuch der Elementary School der De La Salle University in Manila sowie der Perryton High School in Texas studierte Rolando Andaya Jr. von 1987 bis 1991 Ökonomie an der De La Salle University und beendete dieses Studium mit einem Bachelor of Science (B.S.Econ) im Hauptfach Recht. Im Anschluss absolvierte er ein Postgraduiertenstudium der Rechtswissenschaften an der Ateneo de Manila University, das er 1995 mit einem Bachelor of Laws (LL.B.) abschloss. Danach begann er seine berufliche Laufbahn als Mitarbeiter für Anhörungsverfahren (Hearing Officer) in der Securities and Exchange Commission (SEC), der Staatlichen Kommission für Wertpapiere und Börsenaufsicht.
1998 begann er schließlich seine politische Laufbahn als Mitglied der Lakas-CMD (Lakas-Christian Muslim Democrats) mit der Wahl zum Abgeordneten des Repräsentantenhauses der Philippinen. In diesem vertrat er als Nachfolger seines Vaters den Wahlbezirk I (1st District) der Provinz Camarines Sur.
Am 5. Februar 2006 wurde er von Präsidentin Gloria Macapagal-Arroyo als Minister für Budget und Management (Secretary of Budget and Management) in deren Kabinett berufen, dem er bis zum Ende von deren Amtszeit im Jahr 2010 angehörte.